# امبودیلافا
امبودیلافا (به لاتین: Ambodilafa) یک سکونتگاه مسکونی در ماداگاسکار است که در واتوواوی-فیتووینانی واقع شده‌است.

## خصوصیات
امبودیلافا ۲۱٬۰۰۰ نفر جمعیت دارد و ۲۲۳ متر بالاتر از سطح دریا واقع شده‌است.